# 쿠샨샤

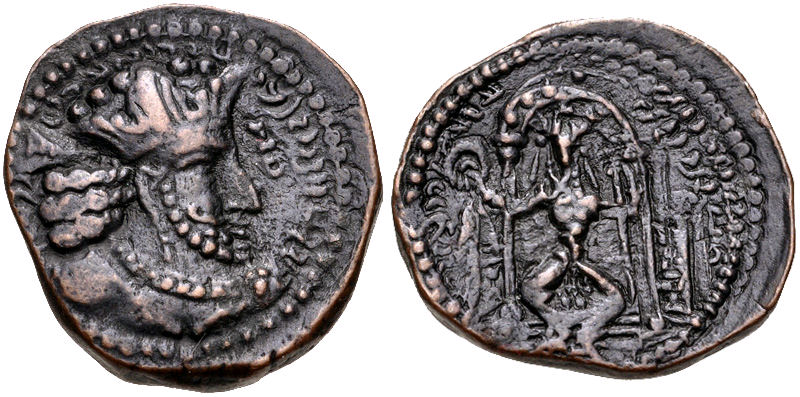
쿠샨-사산 통치자 아르다시르 1세 쿠샨샤 서기 230-250. 메르브 민트.

쿠샨샤(박트리아어: KΟÞANΟ ÞAΟ)은 쿠샨샤흐르로 명명된 소그디아나, 박트리아 및 간다라 지역에 있는 이전 쿠샨 제국의 일부인 쿠샨-사산 왕국의 통치자의 칭호로, 서기 3세기와 4세기 동안 사산 제국이 소유했다. 이들은 집합적으로 쿠샨-사산 또는 인도-사산으로 알려져 있다.
이들은 자신의 주화를 만들고 쿠샨샤, 즉 "쿠샨인의 왕"라는 칭호를 취했다. 이것은 기원후 360년까지 계속되었다. 쿠샨샤는 주로 동전을 통해 알려져 있다. 
쿠샨샤한샤(KΟÞANΟ ÞAΟNΟNΟ ÞAΟ "쿠샨의 왕중왕")라는 제목으로 동전을 발행한 호르미즈드 1세 쿠샨샤(277-286 CE)의 반란은 당대 사산 제국의 황제 바흐람 2세 (276-293 CE)에 대항하여 발생한 것으로 보이지만, 실패하였다.
이 칭호는 293년경 사산 왕조의 샤 나르세의 바쿨리 비문에서 처음으로 확인되며, 그곳에서 제국의 동부 지역의 사산 왕조 통치자들의 칭호 역할을 했다. 이 칭호는 키다라 왕조에서도 사용되었는데, 키다라 왕조는 이 칭호를 사용한 마지막 왕국이었다.

## 쿠샨샤 목록
다음 쿠샨샤는 다음과 같다: 
- 아르다시르 1세 쿠샨샤 (230–245)
- 페로즈 1세 쿠샨샤 (245–275)
- 호르미즈드 1세 쿠샨샤 (275–300)
- 호르미즈드 2세 쿠샨샤 (300–303)
- 페로즈 2세 쿠샨샤 (303–330)
- 바라흐란 1세 쿠샨샤 (330-365)